# Jalalpur, Raybag
Jalalpur là một làng thuộc tehsil Raybag, huyện Belgaum, bang Karnataka, Ấn Độ.